# Mitrella martensi
Mitrella martensi is een slakkensoort uit de familie van de Columbellidae. De wetenschappelijke naam van de soort is voor het eerst geldig gepubliceerd in 1871 door Lischke.